# Muniz
Muniz és una concentració de població designada pel cens dels Estats Units a l'estat de Texas. Segons el cens del 2000 tenia 1.106 habitants.

## Demografia
Segons el cens del 2000, Muniz tenia 1.106 habitants, 232 habitatges, i 221 famílies. La densitat de població era de 399,1 habitants/km².
Dels 232 habitatges en un 75% hi vivien nens de menys de 18 anys, en un 74,6% hi vivien parelles casades, en un 16,4% dones solteres, i en un 4,7% no eren unitats familiars. En el 3,4% dels habitatges hi vivien persones soles el 2,6% de les quals corresponia a persones de 65 anys o més que vivien soles. El nombre mitjà de persones vivint en cada habitatge era de 4,77 i el nombre mitjà de persones que vivien en cada família era de 4,78.
Per edats la població es repartia de la següent manera: un 48,8% tenia menys de 18 anys, un 11,7% entre 18 i 24, un 28% entre 25 i 44, un 9,5% de 45 a 60 i un 2% 65 anys o més.
L'edat mediana era de 19 anys. Per cada 100 dones de 18 o més anys hi havia 97,2 homes.
La renda mediana per habitatge era de 13.547 $ i la renda mediana per família de 13.229 $. Els homes tenien una renda mediana de 12.353 $ mentre que les dones 11.413 $. La renda per capita de la població era de 3.230 $. Aproximadament el 84,7% de les famílies i el 86,1% de la població estaven per davall del llindar de pobresa.

## Poblacions més properes
El següent diagrama mostra les poblacions més properes.